# Puig Corneli
Puig Corneli är en bergstopp i Spanien.   Den ligger i provinsen Província de Girona och regionen Katalonien, i den östra delen av landet, 500 km öster om huvudstaden Madrid. Toppen på Puig Corneli är 1 361 meter över havet, eller 69 meter över den omgivande terrängen. Bredden vid basen är 0,33 km.
Terrängen runt Puig Corneli är huvudsakligen kuperad, men den allra närmaste omgivningen är bergig.Runt Puig Corneli är det glesbefolkat, med 15 invånare per kvadratkilometer. Närmaste större samhälle är Olot, 9,4 km nordost om Puig Corneli. I omgivningarna runt Puig Corneli växer i huvudsak blandskog.